# Urracá
Urracá foi um chefe ou cacique ameríndio Guaimí que lutou bravamente contra os conquistadores espanhóis, liderados por Gaspar de Espinosa, por nove anos. Capturado por Francisco de Compañón num dado momento e enviado ao povoado de Nombre de Dios na província de Colón, Urracá conseguiu escapar de um navio que se destinava à Espanha e reunir seu povo e vários chefes indígenas para assim acompanhá-lo em sua luta contra os espanhóis até sua morte em 1531. Ele também é lembrado como "senhor do vento, da chive e do trovão", "el caudillo ameríndio de Veraguá", "adversário do Império Espanhol", "grande rebelde" do atual território do Panamá, e "aquele que enfrentou os conquistadores espanhóis". Sua efígie pode ser encontrada na moeda panamenha de 1 centésimo de Balboa.